# Umsicht
Umsicht bezeichnet die freie Sicht nach allen Seiten. Sie ist zugleich eine Eigenschaft des räumlichen Sehens und in übertragener Bedeutung die intellektuelle Fähigkeit, die Voraussetzungen für ein angemessenes Entscheiden und Handeln richtig einzuschätzen.

## Phänomen

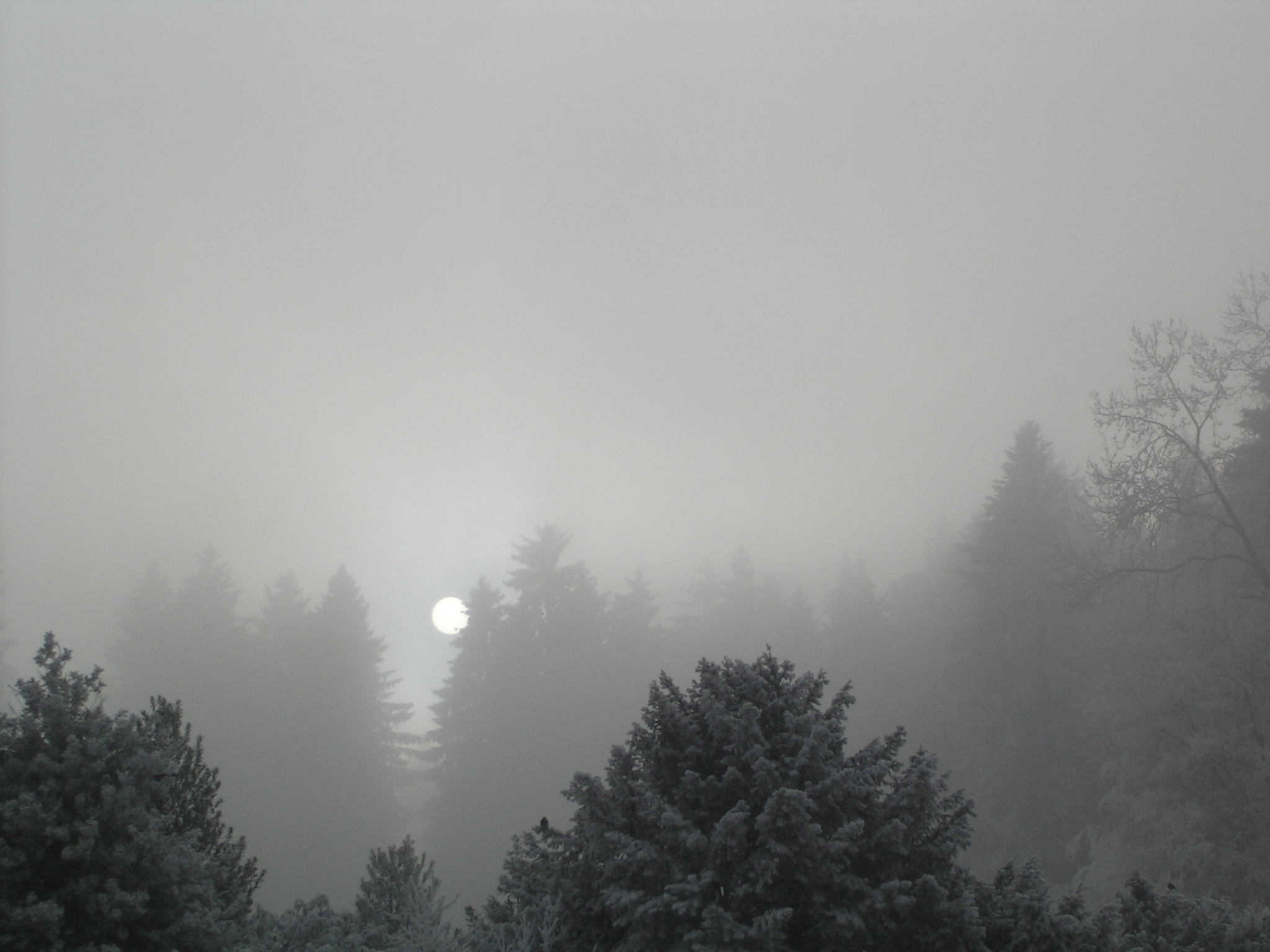
Fehlende Rundumsicht am Aussichtspunkt

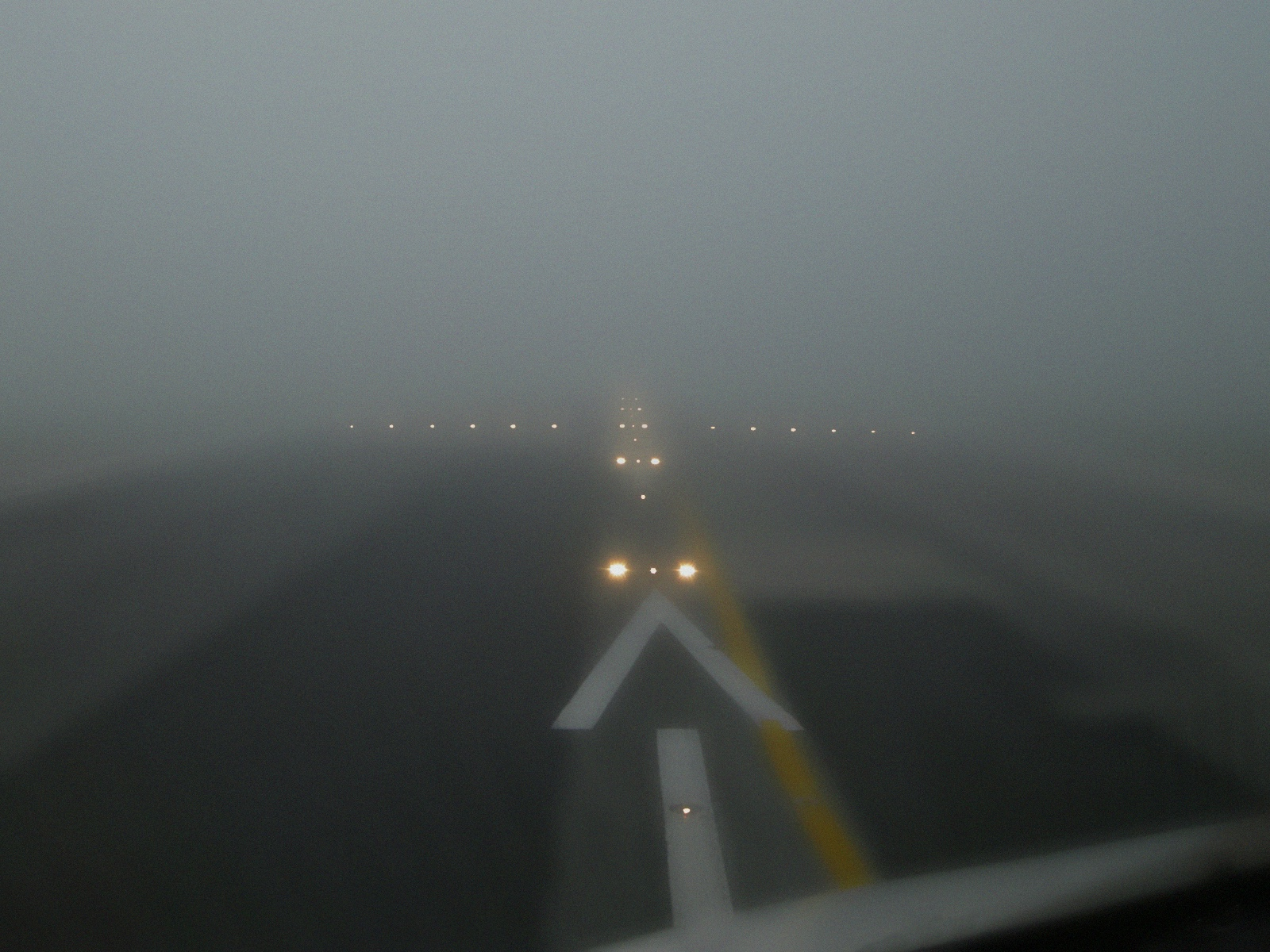
Fehlende Rundumsicht beim Start

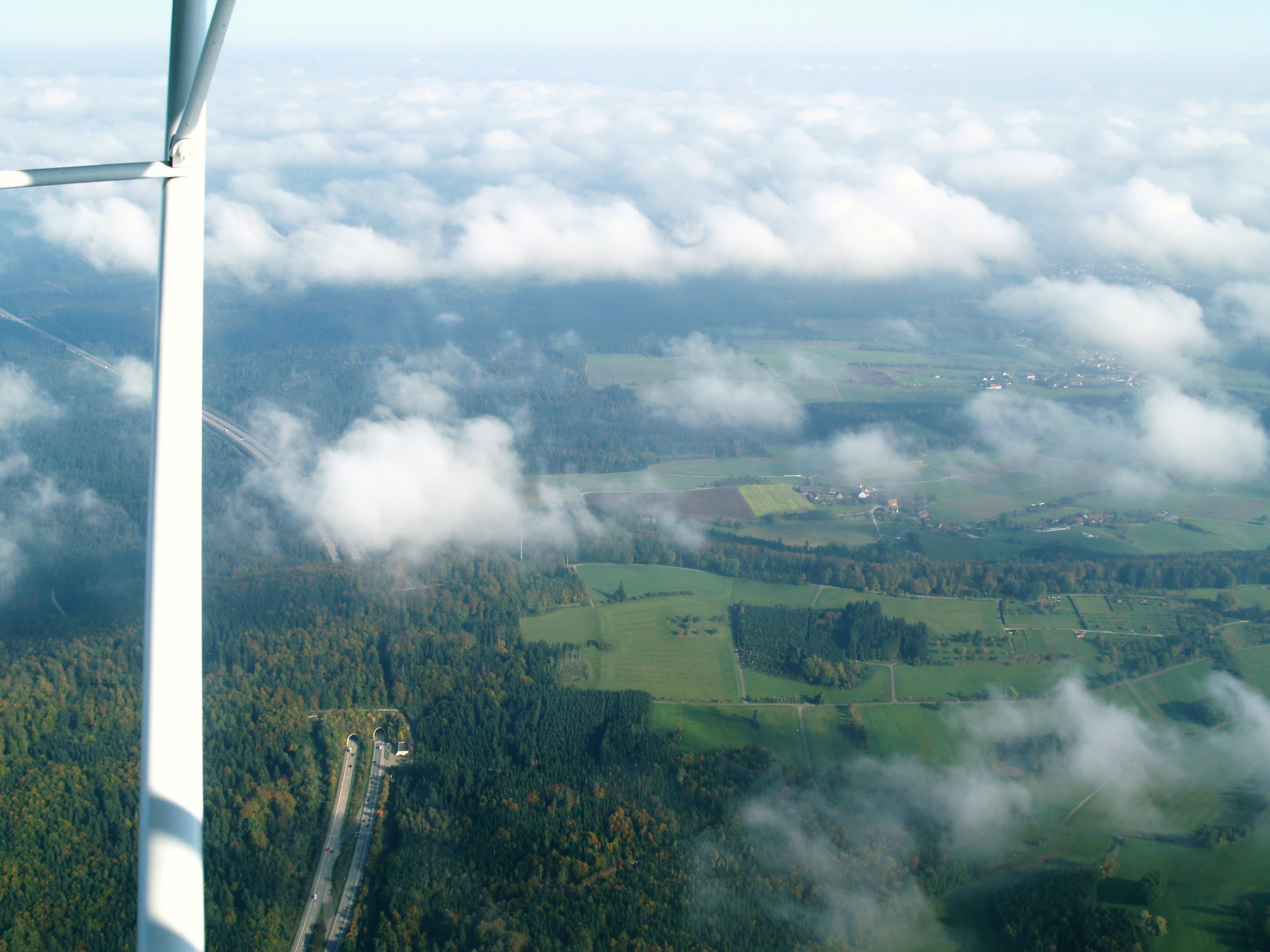
Fliegen unter Einhaltung der Sichtvorschriften

Umsicht kommt von „sich umsehen“. Im wörtlichen Sinne ist Umsicht gleichbedeutend mit einer störungsfreien „Rundumsicht“ oder „Aussicht“. So schwärmte schon der Schriftsteller J. A. Krickel 1844 von einer Eisenbahnfahrt auf den höchsten Punkt des Riesengebirges: „Denn die Aussicht von diesem Thurm ist so entzückend schön, so über alle Maßen reichhaltig, daß kein Berg in dem großen Riesengebirge diese herrliche Umsicht gewährt.“ Umsicht ist verbunden mit der sinnenmäßigen Befähigung zum peripheren Sehen und dem aus ihm erwachsenden Vermögen der räumlichen Vorstellung und des räumlichen Denkens. Im Flugsport sind zur Gewährleistung eines sicheren Luftverkehrs nach der Luftverkehrsordnung bestimmte Mindestsichtweiten in räumlichen Dimensionen vorgesehen. So ist für Flüge nach Sichtflugregeln (VFR-Flüge) im kontrollierten Luftraum eine „Flugsicht“ von mindestens 8 km, ein Wolkenabstand in waagrechter Richtung von mindestens 1,5 km und in senkrechter Richtung von mindestens 1000 Fuß sowie eine „Bodensicht“ von mindestens 8 km vorgeschrieben. Außerhalb des kontrollierten Luftraums muss eine „Erdsicht“ von mindestens 1,5 km gegeben sein. Bei einer Flughöhe unterhalb von 3000 Fuß über Grund oder Wasser ist neben der Erdsicht noch eine Flugsicht von mindestens 800 m einzuhalten. Das Luftrecht versteht dabei unter „Bodensicht“ die offiziell festgestellte Sichtweite auf einem Flugplatz. „Erdsicht“ meint die Sicht aus dem Cockpit zum Grund, und „Flugsicht“ kennzeichnet die horizontale Sichtweite in Flugrichtung.
Im übertragenen Sinne bedeutet Umsicht „Übersicht“. Sie beinhaltet die Fähigkeit, eine Sache, ein Problem, eine Aufgabe unter verschiedenen Gesichtspunkten zu betrachten, verschiedene Möglichkeiten auf ihre Chancen und Risiken hin auszuloten. Der Umsichtige blickt in alle Richtungen. Er ist in der Lage, die relevanten Umstände einer Gegebenheit, verschiedene Aspekte einer Situation, die für eine Entscheidung wichtig sind, in Betracht zu ziehen und gegeneinander abzuwägen. Er behält den Überblick und kann Unwägbarkeiten und Gefahren angemessen einschätzen. Das ermöglicht ihm ein intelligentes, besonnenes Handeln.

## Situation Abenteuer, Risiko, Wagnis
Im Wagnisbereich kommt der Umsicht eine herausragende Bedeutung zu. Der Wagnisbereite lässt sich auf Gefahren und Risiken ein, die es sorgfältig abzuwägen gilt. Die Fähigkeit zur Umsicht schützt vor Leichtsinn, Wertvergessenheit und nicht beherrschbaren Abenteuern. Daher sollte möglichst früh, spätestens aber mit dem Eintritt in die Schule, eine kompetente Wagniserziehung mit der Zielsetzung, umsichtiges Verhalten in risikohaltigen Situationen zu lernen, geleistet werden. Da dieses Vermögen nicht von Geburt an gegeben, sondern im Laufe des Lebens erst durch Lernen und Erfahrung angeeignet werden muss, hat der Gesetzgeber zudem für das Ausüben bestimmter gefahrenhaltiger Betätigungen wie die Beteiligung am motorisierten Straßenverkehr oder mit Wagnis verbundenen Sportarten wie dem Gleitschirm- oder Drachenfliegen bestimmte Altersgrenzen gesetzt. „Die goldene Regel des Drachenfliegens heißt, möglichst viel Umsicht walten lassen.“ Der Umsichtige kann beurteilen, ob sich ein Wagnis wirklich lohnt, ob die zum Ziel gesetzte Aufgabe wertvoll genug ist und das persönliche Gefahrenmanagement ausreicht, ob also die Chancen eines echten Wertgewinns gegeben sind.

## Situation Verkehrsteilnahme
Die Verkehrspsychologie hat in verschiedenen Studien die Fahrtauglichkeit von Kraftfahrern untersucht und kommt dabei zu dem Schluss: „Es scheint aus verkehrspsychologischer Sicht einleuchtend, dass es sich beim intelligenten Fahrverhalten eines guten Autofahrers um eine harmonische Kombination der Intelligenzform des Sehens und Raumdenkens, der Raum- und Körperintelligenz und der psychosozialen Intelligenz handelt.“
Die Verkehrsdidaktik lehrt entsprechend die sogenannten „vier Sichtweisen“ als die bedeutendsten Elemente einer verantwortungsbewussten Verkehrsteilnahme. Ihre Beherrschung charakterisiert die Verkehrsintelligenz und zeichnet den kompetenten Verkehrsteilnehmer aus: „Verantwortung im Verkehr lässt sich für das Kind an den „vier Sichtweisen“ Vorsicht, Umsicht, Nachsicht, Rücksicht festmachen:“ Vorsicht bedeutet dabei „Voraussicht“, die Fähigkeit, Gefahren frühzeitig zu erkennen und das eigene Verhalten darauf einzustellen.  „Rücksicht“ beinhaltet das Gebot, die Bedürfnisse der anderen Verkehrsteilnehmer mit in den Blick zu nehmen und zu berücksichtigen. „Nachsicht“ heißt, anderen, vielleicht schwächeren Partnern im Verkehr Fehler zu verzeihen und nicht unbedingt auf Rechten oder Vorteilen zu bestehen. „Umsicht“ schließlich betrifft im „Quartett“ der Sichtweisen das überlegene, besonnene, unaufgeregte Verhalten, einander im Verkehr zu begegnen.